# Laurent Hénart
Laurent Hénart (født 15. oktober 1968 i Laxou nær Nancy, Meurthe-et-Moselle, Grand Est, Frankrig) er et tidligere medlem af den franske nationalforsamling. Han er borgmester i Nancy. Han har været formand for Parti Radical, og fra 2017 til slutningen af 2021 var han medformand for Mouvement radical, social et libéral (MRSL).

## Uddannelse
Laurent Hénart er uddannet på blandt andet Sciences Po Paris.

## Medlem af Nationalforsamlingen
Laurent Hénart har været medlem af Nationalforsamlingen i 2002–2004 og igen i 2005–2012, begge gange for første kreds i Meurthe-et-Moselle. I 2004–2005 var han statssekretær i Jean-Pierre Raffarins tredje regering.

## Formand for det radikale parti
I juli 2017 blev Laurent Hénart valgt som formand for Parti Radical. 
Fra december 2017 til slutningen af 2021 delte Sylvia Pinel og Laurent Hénart formandsposten i Mouvement radical, social et libéral (MRSL). (MRSL havde to  medformænd).